# Lucia Piave Tosi
Lucia Piave Tosi (Buenos Aires, 20 de dezembro de 1917 – Campinas, 25 de fevereiro de 2007) foi uma química, pesquisadora e professora universitária argentina, radicada no Brasil e depois na França.
Pesquisadora de vários laboratórios importantes, Lucia foi também historiadora da ciência e ativa na luta por igualdade de gêneros dentro da ciência, onde se envolveu pela maior presença de mulheres em laboratórios e universidades. É considerada pelo CNPq uma das Pioneiras da Ciência no Brasil.

## Biografia
Lucia nasceu em 1917, em Buenos Aires. Formou-se em Química pela Faculdade de Ciências Exatas, Físicas e Naturais da Universidade de Buenos Aires e obteve um doutorado em 1945 na área de eletroquímica. Em 1939, casou-se com Heberto Alfonso Puente, professor de química desta mesma Universidade, com quem teve seu primeiro filho, Juan Cristobal Puente (1946). Trabalhou como professora assistente na Universidade de Buenos Aires e como analista no Laboratório de Análises da Cidade de Buenos Aires.
Por seu desempenho acadêmico, Lucia recebeu uma bolsa de estudos do governo francês para estagiar no Laboratório de Eletroquímica da Universidade de Paris, entre 1947 e 1948. A mudança para a França alterou a vida familiar e ela se separou do marido antes ou durante seu estágio em Paris, pois em 1948 Lucia se casou com o brasileiro Celso Furtado (1920-2004) que, na época, fazia doutorado em economia pela mesma universidade. Com Celso, Lucia teve mais dois filhos: Mario Tosi Furtado (1949) e André Tosi Furtado (1954).
Quando Celso retornou ao Brasil, Lucia veio com ele e começou a trabalhar no Laboratório de Química do Departamento de Produção Mineral no Rio de Janeiro. Também foi professora visitante da Faculdade de Química e Farmácia da Universidade do Chile, em Santiago. Em 1952, publicou o livro El Metodo Polarográfico de Analisis. Em 1953, começou a trabalhar no Instituto Nacional de Tecnologia, no Rio de Janeiro.
Lucia também esteve na Universidade de Cambridge, na Inglaterra em 1958 e em 1959 lecionava na Universidade Federal de Pernambuco, em Recife. Entre 1960 e 1964 foi pesquisadora do Centro Brasileiro de Pesquisas Físicas (CBPF), no Rio de Janeiro, mas a repressão da Ditadura, em 1964, fez a família se exilar, primeiro nos Estados Unidos, onde ela fez estágio de pós-doutorado pelo Sterling Chemistry Laboratory, da Universidade de Yale, estabelecendo-se por fim em Paris, em 1966.
O casal morou em Paris até 1983. Durante esses quase vinte anos, Lucia foi pesquisadora do Centre National de la Recherche Scientifique (CNRS) na Universidade Pierre e Marie Curie. Aposentada em 1983, enquanto estava na França, Lucia viu a explosão do movimento feminista depois de maio de 1968 e junto de outras mulheres latino-americanas exiladas das ditaduras, ela criou o Grupo Latino-Americano de Mulheres em Paris e Lucia abraçou com fervor a luta das mulheres pela construção da igualdade.
Em 1984, Lucia retornou ao Brasil, sendo professora visitante do departamento de Química da Universidade Federal de Minas Gerais (UFMG) com bolsa do CNPq, até 1988, onde ministrou aulas de Química Bioinorgânica e de Teoria de Grupos para alunos de pós-graduação em Química, e também aulas de História da Química para alunos de graduação. Em 1989, ela retornou a Paris, mantendo cooperação científica com a UFMG, onde passava três meses por ano trabalhando no Departamento de Química desta universidade.
Em Química, Lucia trabalhou com estrutura de moléculas e espectroscopia de raios gama, nas áreas de Espectroscopia e de Química Biorgânica, além do trabalho pioneiro em História das Ciências, em especial sobre o papel da mulher na ciência. Foi autora de vários artigos defendendo a educação feminina e a importância de ter mais mulheres cientistas trabalhando em laboratórios.

## Morte
Lucia morreu em 25 de fevereiro de 2007, em Campinas, aos 89 anos.